# Слободищенська сільська рада (Іллінецький район)
| Слободищенська сільська рада — колишній орган місцевого самоврядування у Іллінецькому районі Вінницької області з адміністративним центром у с. Слободище. Сільській раді були підпорядковані населені пункти: - с. Слободище |

## Склад ради
Рада складалась з 14 депутатів та голови.

## Керівний склад сільської ради
| ПІБ                             | Основні відомості                                                 | Дата обрання | Дата звільнення |
| ------------------------------- | ----------------------------------------------------------------- | ------------ | --------------- |
| Герасимчук Володимир Михайлович | Сільський голова, 1954 року народження, освіта, безпартійний      | 26.03.2006   | 31.10.2010      |
| Герасимчук Володимир Михайлович | Сільський голова, 1954 року народження, освіта вища, безпартійний | 31.10.2010   |                 |

Примітка: таблиця складена за даними джерела